# L'Aiguillon-sur-Vie
L'Aiguillon-sur-Vie je francouzská obec v departementu Vendée v Pays de la Loire.